# Yao (Amerikaanse taal)
Yao (Jaoi, Yaoi, Yaio, Anacaioury) is een uitgestorven taal die werd gesproken in Trinidad en Frans-Guyana. Van de taal werd een lijst met 1640 woorden opgetekend door Joannes de Laet. Er wordt gedacht dat het Yao-volk misschien een eeuw eerder, na de Karaïben, van de Orinoco naar de eilanden migreerde. De naam 'Anacaioury' kwam ongeveer een eeuw lang voor bij een aantal opperhoofden.
Yao is te slecht verklaard om met zekerheid binnen de Caribische talen te kunnen classificeren. Daarentegen koppelde Terrence Kaufman het aan het uitgestorven Tiverikoto. Enkele van de bevestigde woorden zijn: nonna or noene 'maan', weyo 'zon', capou 'lucht', chirika 'ster', pepeïte 'wind', kenape 'regen', soye 'aarde', parona 'zee', ouapoto 'vuur', aroua 'jaguar ', pero ' hond '.